# Jernej Pintar
Jernej Pintar, slovenski sadjar, * 18. avgust 1819, Sv. Tomaž nad Praprotnim, † 19. maj 1869, Sv. Tomaž nad Praprotnim.
Jernej Pintar, brat L. Pintarja ter sin Antona in Helene (rojena Kerlinin) iz Sv. Tomaža, po domače Blažev oziroma Blažov, v Selški dolini je bil znamenit sadjar, ki so ga po Selški dolini prištevali med »štiri sadjarske evangeliste na Gorenjskem«. Čeprav nepismen je, najbrž z bratovo pomočjo, v tisku objavljal strokovne nasvete in izkušnje v sadjarstvu. Na sadnih razstavah je bil dvakrat odlikovan s častnimi priznanji. Njegova zasluga je v tem, da je v časih, ko še ni bilo sadjarskih šol in potujočih učiteljev, učil svoje sosede in kmete v Selški in Poljanski dolini z besedo in lastnim zgledom umnega sadjarstva, jim iz svoje drevesnice oddajal sadike in cepiče in jim pomagal zasaditi in urejati drevesnice. Rad in nadvse zanimivo je pripovedoval ljudske pravljice in pripovedke, ki jih je res veliko znal; žal pa je samo eno samo »o ribčevem sinu« objavil  brat Lovro.